# DDR-Badmintonmeisterschaft 1978
Die DDR-Badmintonmeisterschaft 1978 fand vom 6. bis zum 7. Mai 1978 in Freiberg statt. Es war die 18. Austragung der Titelkämpfe.

## Medaillengewinner
| Disziplin    | Gold                                                                                     | Silber                                                                                 | Bronze                                                                      |
| ------------ | ---------------------------------------------------------------------------------------- | -------------------------------------------------------------------------------------- | --------------------------------------------------------------------------- |
| Herreneinzel | Joachim Schimpke (Fortschritt Tröbitz)                                                   | Erfried Michalowsky (Einheit Greifswald)                                               | Edgar Michalowski (Einheit Greifswald)                                      |
| Herreneinzel | Joachim Schimpke (Fortschritt Tröbitz)                                                   | Erfried Michalowsky (Einheit Greifswald)                                               | Jürgen Richter (HSG DHfK Leipzig)                                           |
| Dameneinzel  | Monika Cassens (HSG Lok HfV Dresden)                                                     | Astrit Schreiber (Fortschritt Hohenstein-Ernstthal)                                    | Christine Zierath (Einheit Greifswald)                                      |
| Dameneinzel  | Monika Cassens (HSG Lok HfV Dresden)                                                     | Astrit Schreiber (Fortschritt Hohenstein-Ernstthal)                                    | Angela Michalowski (Einheit Greifswald)                                     |
| Herrendoppel | Erfried Michalowsky Edgar Michalowski (Einheit Greifswald)                               | Michael Franz Uwe Kämmer (Einheit Greifswald)                                          | Joachim Schimpke Roland Riese (Fortschritt Tröbitz)                         |
| Herrendoppel | Erfried Michalowsky Edgar Michalowski (Einheit Greifswald)                               | Michael Franz Uwe Kämmer (Einheit Greifswald)                                          | Jürgen Richter Gerd Pigola (HSG DHfK Leipzig)                               |
| Damendoppel  | Monika Cassens Astrit Schreiber (HSG Lok HfV Dresden / Fortschritt Hohenstein-Ernstthal) | Angela Michalowski Christine Zierath (Einheit Greifswald)                              | Carmen Ober Christine Ober (Fortschritt Tröbitz)                            |
| Damendoppel  | Monika Cassens Astrit Schreiber (HSG Lok HfV Dresden / Fortschritt Hohenstein-Ernstthal) | Angela Michalowski Christine Zierath (Einheit Greifswald)                              | Christel Sommer Karin Hahndorf (HSG DHfK Leipzig / Lok Magdeburg)           |
| Mixed        | Erfried Michalowsky Angela Michalowski (Einheit Greifswald)                              | Roland Riese Astrit Schreiber (Fortschritt Tröbitz / Fortschritt Hohenstein-Ernstthal) | Edgar Michalowski Monika Cassens (Einheit Greifswald / HSG Lok HfV Dresden) |
| Mixed        | Erfried Michalowsky Angela Michalowski (Einheit Greifswald)                              | Roland Riese Astrit Schreiber (Fortschritt Tröbitz / Fortschritt Hohenstein-Ernstthal) | Michael Franz Ilona Michalowsky (Einheit Greifswald)                        |